# Солентюна (община)
Солентюна (на шведски: Sollentuna kommun) е името на община и съответния административен център, разположени в лен Стокхолм, източната част на централна Швеция. Солентюна е предградие (град-сателит) на столицата Стокхолм. Намира се на около 15 km на северозапад от централната част на Стокхолм. Статут на търговски град (на шведски шьопинг) полчува през 1944 г., а статут на община през 1971 г. Има жп гара. До югозападата му част се намира стокхолмското летище Баркарбю. Населението на града и общината е 68 145 души (към 31 декември 2013).

## Побратимени градове и села
- Хвидовре, Дания
- Сауе, Естония
- Туусула, Финландия
- Опегор, Норвегия

## Фотогалерия
- Сградата на общината в Солентюна
- Църква в Солентюна